# Myceense architectuur

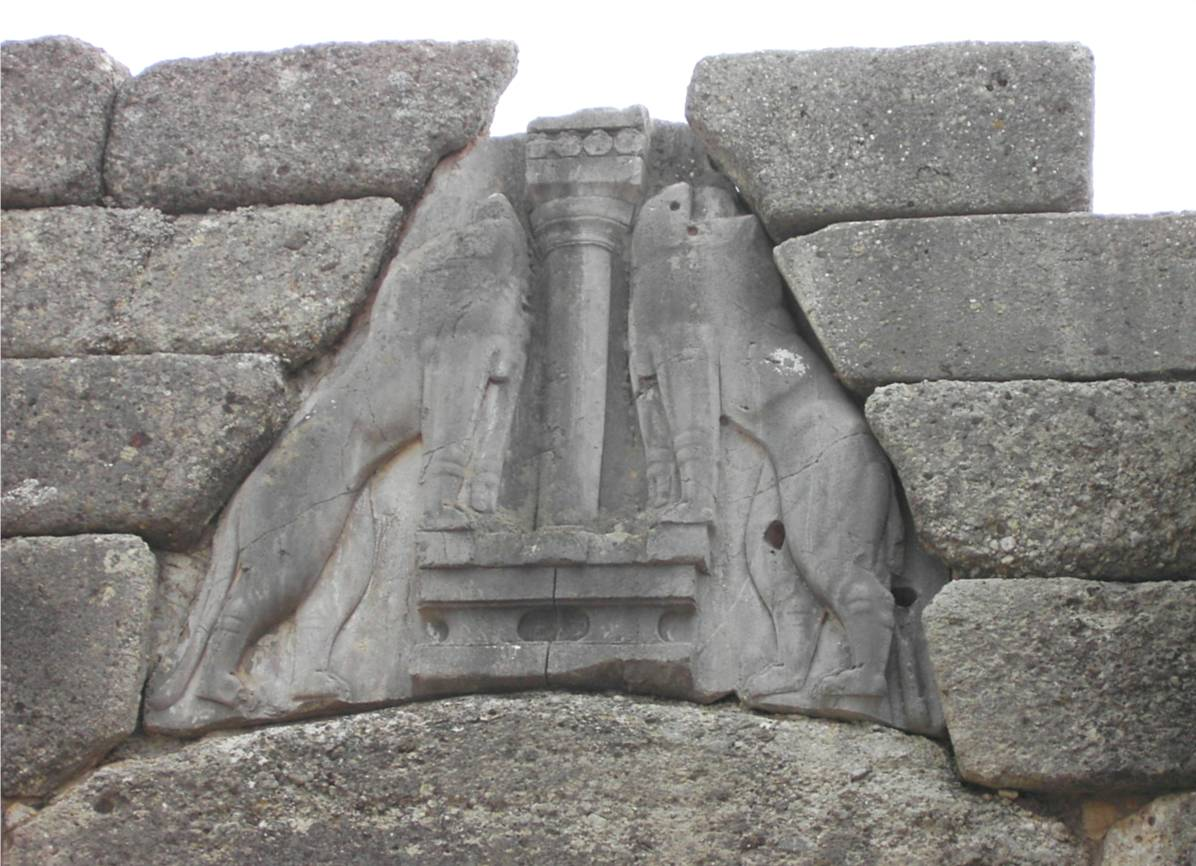
Een voorbeeld van Myceense architectuur: de Leeuwenwapen van Mycene.

De Myceense architectuur is de bouwkunst van de Myceense beschaving. Deze beschaving bloeide vooral op de Peloponessus en in het oosten van Griekenland.
De Myceense bouwkunst kent verschillende aspecten. Zo is de Myceense stedenbouw en militaire architectuur van grote invloed geweest op de latere stedenbouw. Ook bouwden de Myceners grote paleizen en kenden ze een uitgebreide grafarchitectuur.
De Myceense beschaving heeft lang onder invloed gestaan van de Minoïsche beschaving, dit is terug te zien in de Myceense architectuur.

## Stedenbouw
De Myceners waren stedenbouwers. Ze waren geen nomadisch volk, dat was niet nodig omdat de omgeving voldoende grondstoffen bood, die voor een gedeelte onuitputtelijk waren of makkelijk opnieuw konden worden gevormd. Er waren in Griekenland rivieren en beken voor voorziening van water. Ook waren er uitgestrekte graslanden waarop vee kon grazen en vele gebieden leenden zich uitstekend voor het verbouwen van gewassen.
De Myceners vestigden zich dus op een vaste plaats, ze bouwden nederzettingen. Deze nederzettingen dienden als woonplaats, opslagplaats en handelsplaats. Ook werd het omliggende land vanuit nederzettingen bestuurd. Daarnaast boden nederzettingen vaak bescherming voor de burgers.
Omdat hoofdplaatsen van kantons (koningssteden) vaak economisch belangrijk waren was een goede bescherming van de stad soms van belang.

## Militaire architectuur
Omdat de Myceners een volk waren dat zich vast op een plek vestigde, moesten zij een nederzetting bouwen en aangezien ze in een roerige tijd leefden moesten ze zich beschermen. Dit deden ze door burchten te bouwen en hun steden te ommuren. Beroemde voorbeelden van Myceense burchten zijn die van Mycene en die van Tiryns.

## Paleizenbouw
De Myceense kantons werden geregeerd door vaak rijke koningen. De rijkste van het lieten in de kantonhoofdstad een paleis voor zich bouwen. De beroemdste paleizen uit de Myceense beschaving zijn die van Mycene, Tiryns en Pylos. Van deze paleizen zijn deels nog resten te vinden. Geen van de paleizen uit deze steden is volledig bewaard gebleven, er zijn meestal alleen nog funderingen of delen van muren van de gebouwen te vinden.

## Grafarchitectuur
De Myceners hadden een uitgebreide dodencultus. Om hun gestorvenen te eren kregen ze een plechtige begrafenis en een echt graf. In het begin van de Myceense beschaving (17e en 16e eeuw v.C) ontstonden de schachtgraven. Later in de 16e eeuw v.Chr. de kamergraven. Een groot deel van de graven uit de 15e en 14e eeuw en later is een koepelgraf. Alle drie de varianten zijn gevonden in en rond Mycene, maar ook buiten Mycene werden doden begraven in verschillende soorten graven.
Aan de doden werden veel geschenken meegegeven het graf in: gouden maskers (voor koningen), sieraden, servieswerk etc.

## De invloed van de Minoïsche architectuur op de Myceense architectuur

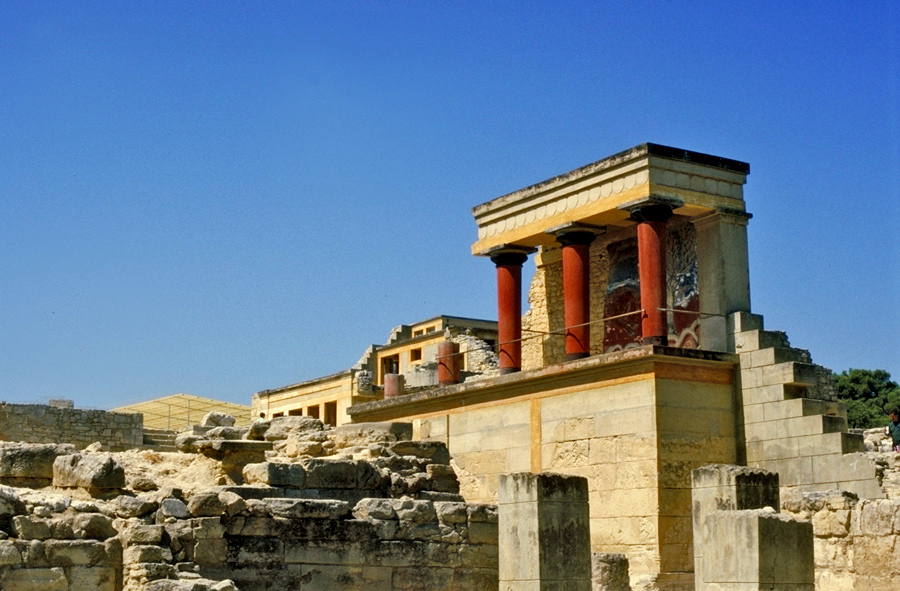
Een voorbeeld van Minoïsche architectuur: het paleis van Knossos op Kreta

De Minoïsche architectuur heeft veel invloed gehad op de Myceense architectuur. De schacht- en koepelgraven van Mycene, Vaphio enzovoort lijken veel op de graven die zijn ontdekt in het Kretenzische Knossos.
De rechthoekige bouw van Myceense huizen en paleizen is terug te zien bij de bouwkunst van de Minoërs.
Ondanks de nauwe contacten en de overeenkomsten zijn er echter ook grote verschillende in architectuur tussen de twee beschavingen. Zo waren de Minoërs niet echt bevreesd van invasies. De Minoïsche steden zijn om die reden uitgebreid, de huizen staan ver uit elkaar en de steden zijn niet ommuurd. Ook de Minoïsche paleizen zijn wat betreft opbouw structureel anders. Ze zijn veel uitgebreider dan de Myceense en zijn niet versterkt. Ook hadden Minoïsche paleizen geen megaron.

## De invloed van Myceense architectuur op de latere architectuur
De defensieve militaire architectuur van de Myceners heeft veel invloed gehad op de latere burchten- en vestingbouw. Het klassieke Griekenland, maar ook de Middeleeuwen, heeft veel van deze bouwkunst overgenomen. Tot in de 17e eeuw werden burchten en steden voorzien van bastions, machtige stadspoorten en metersdikke muren.
De Myceense koepelbouwkunst heeft veel invloed gehad op de latere architectuur. Tijdens de Romeinse tijd werd er een veelvoud aan koepels gebouwd, dat mede dankzij de Myceense technieken tot stand kwam.
Bepaalde archeologen menen dat er een structureel verband bestaat tussen het Myceense megaron en de Griekse tempelbouw. Het megaron zou overeenkomen met de cella van een Griekse tempel. Het is echter vrij onwaarschijnlijk dat de Griekse cella afstamt van het Myceense megaron, omdat tussen de Myceense en de Griekse periode een lange periode bestond van anarchie en chaos.

## Opgravingen van Myceense bouwwerken
Al de kennis en informatie over de Myceense beschaving en haar architectuur hebben we te danken aan één man: Heinrich Schliemann (1822 – 1890). Deze Duitse archeoloog ontdekte tussen 1870 en 1882 de stad Troje in Klein-Azië.
In 1876 en 1877 groef Schliemann in Mycene en ontdekte daar de burcht en de beroemde schachtgraven. Ook legde hij een aantal koepelgraven buiten de stad bloot. In 1881 en 1882 groef hij in Orchomenos en in 1884 en 1885 in Tiryns.
Nu zijn er vele Myceense opgravingen verspreid over heel Griekenland. De beroemdste, Mycene, wordt jaarlijks door veel mensen bezocht. De burcht van Tiryns is echter ook een zeer mooi voorbeeld van Myceense burchtenbouw en in Pylos stond het mooiste Myceense paleis.
Over deze ruïne heen staat nu een grote tent om haar te beschermen tegen weersomstandigheden, omdat het een zeer waardevol erfgoed is.